# Tortolena
Tortolena is een geslacht van spinnen uit de  familie van de Agelenidae (trechterspinnen).

## Soorten
- Tortolena dela Chamberlin & Ivie, 1941
- Tortolena glaucopis (F. O. P.-Cambridge, 1902)